# HMS Powerful (1895)
Pour les autres navires du même nom, voir HMS Powerful.
Le HMS Powerful est un croiseur protégé de classe Powerful de la Royal Navy.

## Histoire
Le navire est mis en service le 8 juin 1897 avec le capitaine Hedworth Lambton aux commandes, pour le service de la China Station. Son départ est retardé afin qu'il puisse participer à l'examen de la flotte commémorant le jubilé de diamant de la reine Victoria le 26 juin et aux manœuvres annuelles de la flotte en juillet. Au cours d'une course à pleine puissance entre Wei Hai Wai, en Chine, et Yokohama, au Japon, fin juillet 1898, ses chauffeurs se mutinent, mais il se rend ensuite à Port Arthur sans incident.
Exigé au Royaume-Uni en 1899, le Powerful se détourne de la route la plus courte à travers le canal de Suez pour contourner la pointe sud de l'Afrique en raison des tensions croissantes entre les Britanniques et les Boers en Afrique du Sud. Le navire quitte Hong Kong le 17 septembre et arrive à Simon's Town le 13 octobre, deux jours après le début de la seconde guerre des Boers ; Lambton avait récupéré de sa propre initiative un demi-bataillon du King's Own Yorkshire Light Infantry de l'île Maurice. Son sister-ship, le Terrible, commandé par le capitaine Percy Scott, arrive le lendemain ; Scott improvise des affûts pour une paire de canons de 4,7 pouces et une paire de canons de 12 livres du Terrible. Après une demande du lieutenant-général George White, commandant des forces assiégées à Ladysmith, pour une artillerie à plus longue portée, le Powerful transporte les quatre canons à Durban, l'atteignant le 29 novembre. Lambton obtient une autre paire de canons de 12 livres et dirige une brigade navale qui atteint Ladysmith en prenant les deux derniers trains. Après la libération de Ladysmith fin février, la brigade quitte la ville le 7 mars et arrive à Simon's Town le 12. Le Powerful quitte Simon's Town trois jours plus tard et arrive à Portsmouth le 11 avril.
La brigade navale défile pour la reine Victoria au château de Windsor le 2 mai. La RN Field gun competition commémore la participation des Terrible et Powerful à la libération de Ladysmith. En 1921, une nouvelle école primaire à Ladysmith est nommée en l'honneur du lieutenant Frederick Greville Egerton, un officier d'artillerie du Powerful tué à Ladysmith.
Le Powerful est placé le 8 juin 1900 au chantier naval de Portsmouth et commence un long radoub en 1902-1903. Au cours de ce radoub, la RN ajoute quatre canons de six pouces dans des casemates au milieu du navire, bien qu'aucune munition supplémentaire ne puisse être logée dans le navire. Le navire est brièvement mis en service en août 1903 pour participer aux manœuvres annuelles de la flotte et est affecté à la réserve le 1er mars 1905. En août, le capitaine Lionel Halsey prend le commandement du Powerful en tant que Flag captain de Wilmot Fawkes, commandant en chef d'Australia station. Le Powerful devient le navire amiral de la station australienne. Halsey reste à ce poste jusqu'en 1908.
Début décembre 1905, le Powerful est à Fremantle. Le 10 octobre 1907, le navire embarque un nouvel équipage à Colombo. Le 3 février 1908, la première transmission radio trans-Tasman est faite à partir du Powerful qui se trouve dans la mer de Tasmanie. Un journaliste du Sydney Morning Herald, Charles Bean, rejoint le navire en août 1908 en tant qu'envoyé spécial pour rendre compte de la visite de seize navires de guerre américains, la Grande flotte blanche. Le Powerful embarque un nouvel équipage à Colombo le 12 janvier 1910. En 1911, le Powerful se rend à Auckland pour l'inspection des installations, le capitaine Edward Francis Bruen recommande la mise en place d'un magasin naval.
Le navire reçoit l'ordre de rentrer en janvier 1912 et charge le corps d'Alexander Duff (1er duc de Fife) à Port-Saïd, en Égypte, le 9 mars. Après son arrivée, il est brièvement affecté à la 7e escadre de croiseurs de la Third Fleet, mise en réserve, avant d'être reclassé comme navire d'entraînement des cadets à Devonport en août 1912. Le Powerful est affecté en tant que tender du Impregnable en 1913. Il est réaffecté à un rôle d'entraînement le 23 septembre et est rebaptisé Impregnable I en novembre 1919. Le navire est désarmé le 27 mars 1929 et vendu en août 1929 pour démolition.